# Tyias Browning
Tyias Browning (Liverpool, 27 mei 1994) is een Engels-Chinees voetballer die bij voorkeur als verdediger speelt. Hij verruilde Everton in 2019 voor Guangzhou Evergrande FC. In 2021 debuteerde Browning voor het Chinees voetbalelftal. Zijn Chinese naam is Jiang Guangtai.

## Clubcarrière
Browning werd achtjarige leeftijd opgenomen in de jeugdopleiding van Everton. In januari 2014 werd hij voor één maand uitgeleend aan Wigan Athletic. Hij debuteerde voor The Latics in de Championship tegen AFC Bournemouth, als invaller voor James Perch. Op 27 september 2014 debuteerde Browning voor Everton in de Merseyside-derby tegen Liverpool. Hij mocht na 73 minuten invallen voor rechtsachter Tony Hibbert. Everton behaalde een punt op Anfield, nadat het in de extra tijd gelijkmaakte door middel van een schot van aanvoerder Phil Jagielka. In 2017 werd Browning verhuurd aan Preston North End FC en later dat jaar aan Sunderland AFC. In 2019 vertrok Browning naar het land van zijn moeder, China, om te gaan spelen voor Guangzhou Evergrande FC.

## Interlandcarrière
Browning kwam reeds uit voor meerdere Engelse nationale jeugdelftallen. In 2014 debuteerde hij voor Engeland –21, waarmee hij deelnam aan het Toulon Espoirs-toernooi in Zuid-Frankrijk. Vanwege zijn moeder van Kantonese komaf, mocht hij ook voor China uitkomen. Bij het verkrijgen van het Chinees staatsburgerschap nam hij de Chinese naam Jiang Guangtai aan. Hij werd in 2020 voor het eerst opgeroepen voor het Chinees voetbalelftal, echter werden de interlands geschrapt vanwege de coronapandemie. In mei 2021 maakte Browning zijn debuut tegen Guam.